# Stemhebbende dentale fricatief
De stemhebbende dentale fricatief is een medeklinker die in het Internationaal Fonetisch Alfabet aangeduid wordt met [ð], en in X-SAMPA met D. Het IPA-symbool is afkomstig van de Oud-Engelse letter eth, welke een stemloze of stemhebbende interdentale fricatief kan zijn geweest. Het symbool wordt soms ook gebruikt voor de dentale approximant.
De dentale fricatieven worden vaak ook wel interdentaal genoemd, daar de tong tussen de boven- en ondertanden wordt gedrukt bij het uitspreken van de klank.
Net als de stemloze variant is de klank zeldzaam in de meeste Europese en Aziatische talen.
Een voorbeeld van de klank is de th in het Engelse woord this (dit).

## Kenmerken
- De manier van articulatie is fricatief, wat wil zeggen dat de klank geproduceerd wordt door hinder die de luchtstroom ondervindt op de plaats van articulatie, waardoor turbulentie ontstaat.
- Het articulatiepunt is dentaal, wat wil zeggen dat de klank uitgesproken door de tong contact te laten maken met de bovenste tanden.
- Het type articulatie is stemhebbend, wat wil zeggen dat de stembanden meetrillen bij het articuleren van de klank.
- Het is een orale medeklinker, wat wil zeggen dat de lucht door de mond naar buiten stroomt.
- Het is een centrale medeklinker, wat wil zeggen dat de lucht over het midden van de tong stroomt, in plaats van langs de zijkanten.
- Het luchtstroommechanisme is pulmonisch-egressief, wat wil zeggen dat lucht uit de longen gestuwd wordt, in plaats van uit de glottis of de mond.

Deze pagina bevat fonetische informatie in het IPA, die in sommige browsers mogelijk niet correct wordt weergegeven.
Waar symbolen in paren voorkomen, vertegenwoordigt het rechter teken een stemhebbende medeklinker. Gearceerde gebieden bevatten medeklinkers die worden beschouwd als onuitspreekbaar.
Zie ook: IPA, Klinkers